# JFA 全日本U-15女子フットサル選手権大会
JFA 全日本U-15女子フットサル選手権大会は、日本サッカー協会が主催する、女子の中学生年代のフットサル全国大会である。毎年1月全日本U-15フットサル選手権大会と同会場で開催される。最多優勝は、 福井丸岡ラック（福井県） と十文字中学校（東京都）
の5回である。

## 概要

### 歴史
- 2010年に北九州市においてプレ大会が開催され、2011年に第1回全日本女子ユース(U-15)フットサル大会が岐阜市にて開催された。
- 2017年11月1日に日本サッカー協会 (JFA) が発表した「JFAブランディング」の一環としてJFA主催の2018年以降全ての大会名称に "JFA" の文字を加えること、全ての育成年代の大会表記を「全日本U-○○大会」に統一すること[1]から、2018年大会から現在の大会名となっている。

### 大会要項
- 参加チームは9地域から各1チームずつである。
- 9チームが3チームずつ3グループに分けてリーグ戦を行い、各グループの1位と2位チームの成績上位1チームが準決勝に進出する。

## 会場
| 年              | 会場                   |
| --------------- | ---------------------- |
| 2010年          | 北九州市立総合体育館   |
| 2011年 - 2012年 | 岐阜メモリアルセンター |
| 2013年 - 2014年 | 三重県営サンアリーナ   |
| 2015年 -        | スカイホール豊田       |

## 大会結果
| 回   | 開催年 | 優勝チーム                                 | スコア    | 準優勝チーム                                  |  |
| ---- | ------ | ------------------------------------------ | --------- | --------------------------------------------- |  |
| プレ | 2010年 | クラブフィールズ・リンダ（北海道）         | 7 - 4     | 板野プリマヴェーラLFC（徳島県）               |  |
| 1    | 2011年 | FCエフロンテ（岡山県）                     | 3 - 2     | うないFC（沖縄県）                            |  |
| 2    | 2012年 | 丸岡ラックレディース（福井県）             | 7 - 3     | ファンレディースFC（宮城県）                  |  |
| 3    | 2013年 | 丸岡ラックレディース（福井県）             | 3 - 0     | ディアブロッサ高田FCソヒィーゾU-15 （奈良県） |  |
| 4    | 2014年 | FCヴィトーリア（大阪府）                   | 5 - 3 aet | クラブフィールズ・リンダ（北海道）            |  |
| 5    | 2015年 | 十文字中学校（東京都）                     | 5 - 4     | クラブフィールズ・リンダ（北海道）            |  |
| 6    | 2016年 | 丸岡ラックレディース（福井県）             | 5 - 0     | シュラインレディースFC （青森県）             |  |
| 7    | 2017年 | 福井丸岡ラック（福井県）                   | 8 - 2     | シュラインレディースFC （青森県）             |  |
| 8    | 2018年 | 十文字中学校（東京都）                     | 6 - 0     | 秋田L.F.C.ユース（秋田県）                    |  |
| 9    | 2019年 | 福井丸岡ラック（福井県）                   | 8 - 4     | HKSCリンドーゼ霧島 （鹿児島県）               |  |
| 10   | 2020年 | 十文字中学校（東京都）                     | 4 - 0     | 十勝FSリトルガールズU-15（北海道）            |  |
| 11   | 2021年 | 白岡SCL（東埼玉県）                        | 4 - 3     | 名古屋FCルミナス（愛知県）                    |  |
| 12   | 2022年 | 十文字中学校（東京都）                     | 5 - 3     | AICシーガル広島レディース                     |  |
| 13   | 2023年 | 朝日インテック・ラブリッジ名古屋スターチス | 4 - 3     | 十文字中                                      |  |
| 14   | 2024年 | 十文字中学校（東京都）                     | 2 - 0     | 朝日インテック・ラブリッジ名古屋スターチス    |  |
| 15   | 2025年 | 京都精華中学校（京都府）                   | 5 - 1     | クラブフィールズ・リンダ（北海道）            |  |